# 여치
여치(학명: Gampsocleis sedakovii)는 여치과의 곤충으로, 몸길이는 30-36mm이고 머리부터 날개 끝까지의 길이는 32-44mm다. 녹색형과 갈색형이 있다. 수컷은 등면의 날개가 겹치는 곳에 발음기가 있다.
앞다리와 가운뎃다리에 난 날카로운 가시로 작은 곤충이나 벌레를 잡아먹고 산다. 성충은 6-9월에 출현하고 해가 잘 드는 산지 가장자리의 풀밭이나 덤불에 산다. 한국 전역과 일본, 중국, 극동 러시아에 분포한다. 풀숲에서 '찌르르'소리를 내며 운다. 천적으로는 거미, 사마귀, 새, 개구리, 지네 등이 있다.

## 사진

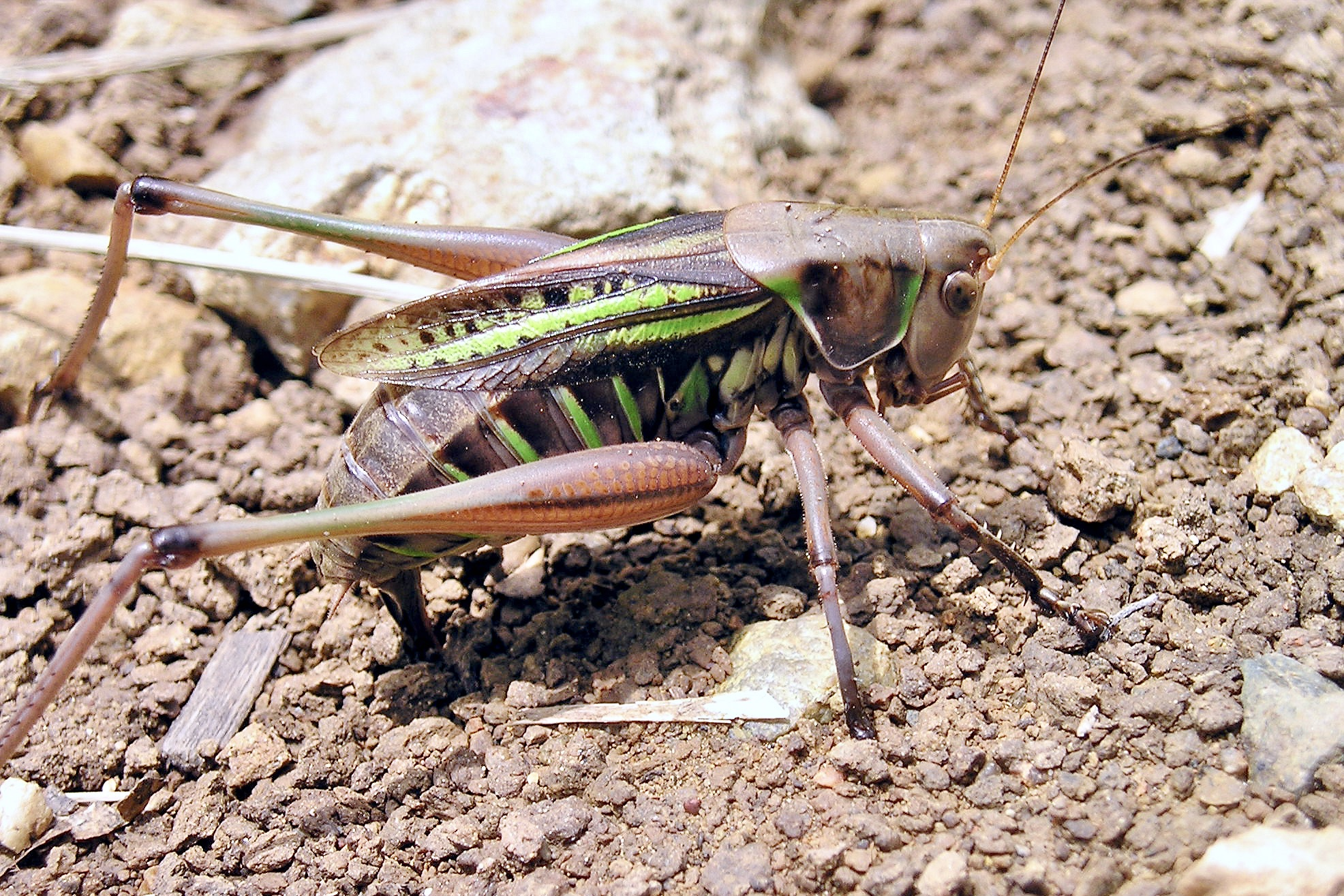
여치 암컷 (산란)
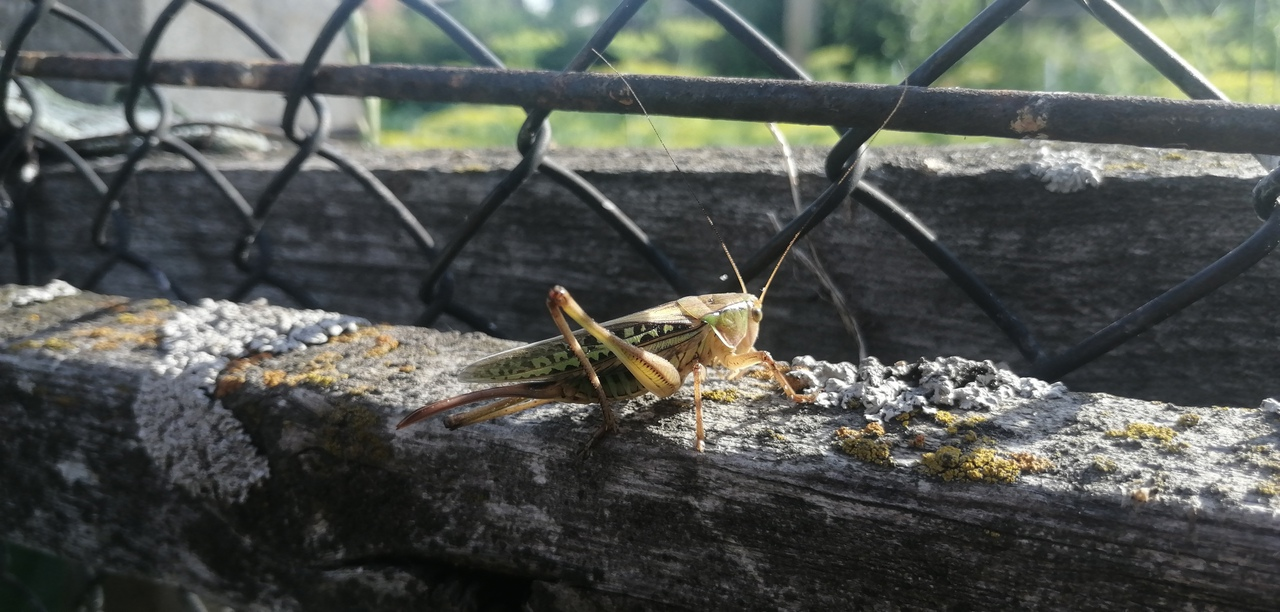
암컷
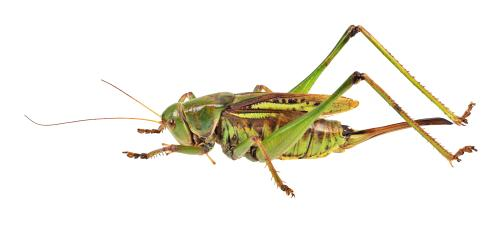
여치 암컷

## 참고 자료
- 이 문서에는 다음커뮤니케이션(현 카카오)에서 GFDL 또는 CC-SA 라이선스로 배포한 글로벌 세계대백과사전의 내용을 기초로 작성된 글이 포함되어 있습니다.